# Hynek Brom
Hynek Brom (* 12. října 1975 Plzeň) je český právník a politik. Od roku 2009 do roku 2021 působil jako I. místopředseda Úřadu na ochranu hospodářské soutěže. Dnes je advokátním koncipientem.

## Život
Narodil se 12. října 1975 v Plzni. Absolvoval právnickou fakultu ZČU. Byl také členem Mladých konzervativců a nakonec vstoupil do ODS. Po skončení studií začal na Západočeské univerzitě vyučovat správní právo.
V roce 2000 se stal vedoucím sekretariátu hejtmana Plzeňského kraje. V této pozici zůstal do roku 2002, kdy se stal místostarostou Městského obvodu Plzeň 4. V roce 2006 se pak stal starostou daného obvodu, když se jeho předchůdce, Pavel Rödl, stal primátorem města Plzně.
Na funkci starosty Plzně 4 rezignoval 2. listopadu 2009, když dostal nabídku stát se místopředsedou ÚOHS. Za jeho nominací na post v antimonopolním úřadu stál podle představitelů plzeňské ODS kmotr Roman Jurečko. Měsíc po svém nástupu se stal I. místopředsedou úřadu. Na starost měl především oblast veřejné podpory. Na Úřadu pro ochranu hospodářské soutěže působil do konce března 2021.
V roce 2025 podal kandidaturu na funkci generálního ředitele České televize.